# STS-41-D
STS-41-D foi a primeira missão do programa do ônibus espacial da NASA com a nave Discovery, lançada em 30 de agosto de 1984, para colocar em órbita três satélites de comunicações.

## Tripulação
| Posição                  | Astronautas      |
| ------------------------ | ---------------- |
| Comandante               | Henry Hartsfield |
| Piloto                   | Michael Coats    |
| Especialista de missão 1 | Richard Mullane  |
| Especialista de missão 2 | Steven Hawley    |
| Especialista de missão 3 | Judith Resnik    |
| Especialista de missão 4 | Charles Walker   |

## Parâmetros da missão
- Massa:
  - Decolagem:  119 511 kg
  - Aterrissagem:  91 476 kg
  - Carga:  21 552 kg
- Perigeu: 300 km
- Apogeu: 307 km
- Inclinação: 28,5°
- Período: 90,6 min

## Hora de acordar
- 2° Dia: Say Say Say, de Michael Jackson e Paul McCartney.
- 3° Dia: Jump, da banda Van Halen.
- 4° Dia: Buffalo Soldier, de Bob Marley.
- 5° Dia: Tie Your Mother Down, da banda Queen.
- 6° Dia: Presenting Cissy Houston, de Cissy Houston.

## Principais fatos

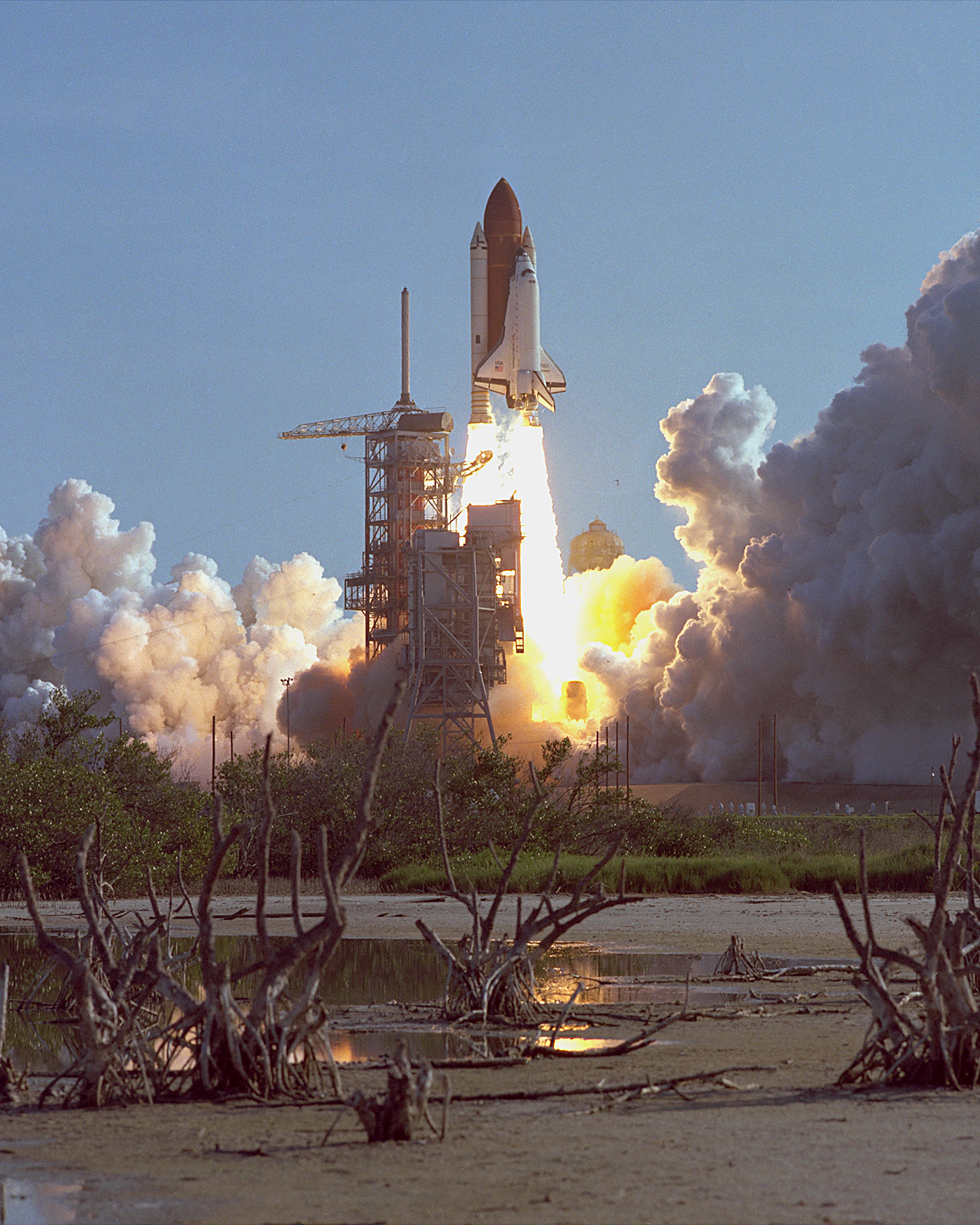
O STS-41-D é lançado do Centro Espacial Kennedy, em 30 de agosto de 1984.

A Discovery foi lançada em seu voo inaugural, o décimo segundo do programa espacial,  em 30 de Agosto de 1984. Ele foi o terceiro ônibus espacial construído e o mais leve de todos devido ao seu protetor térmico de baixo peso.
O missão havia sido planejada originalmente para 25 de junho, porém devido a uma série de problemas técnicos, e a substituição do motor principal, o lançamento não ocorreu até as 8h41 EDT de 30 de Agosto, após um atraso de 6 minutos e 50 segundos quando um avião privativo voou na zona aérea restrita perto da base de lançamento. Esta foi a quarta tentativa de lançamento do Discovery.
Devido ao atraso de 2 meses, a missão STS 41-F foi cancelada (A STS 41-E já havia sido cancelada) e suas cargas primárias foram incluídas no voo da STS 41-D. A carga combinada pesava mais de 47 000 lb (21 000 kg), um recorde para um ônibus espacial naquela época.
A tripulação era composta por Henry Hartsfield Jr. como comandante, em sua segunda missão em um ônibus espacial; o piloto Michael Coats; três especialistas de missão: Judith Resnik (que viria a morrer no acidente da Challenger, em 1986), Richard Mullane e Steven Hawley; e um especialista de carga, Charles Walker, um empregado da Corporação McDonnell Douglas. Walker foi a primeira carga suportada comercialmente a voar a bordo de um ônibus espacial.
A carga primária consistia de três satélites de comunicações, o SBS-D para a Satellite Business Systems, o Telstar 3-C para a Telesat do Canadá e o SYNCOM IV-2, ou Leasat-2, um satélite construído pela Hughes. O Leasat-2 foi o primeiro satélite de comunicações grande, projetado especificamente para ser lançado por um ônibus espacial. Todos os três satélites foram lançados com sucesso e se tornaram operacionais.
Outra carga era o painel solar OAST-l, um dispositivo com 13 pés (4 m) de comprimento, e 102 pés (31 m) de altura, que estava guardado em um pacote com 7 polegadas (180 mm) de profundidade. A asa carregava um grande número de diferentes células solares experimentais e foi estendida a sua altura total uma série de vezes. Esta foi a maior estrutura já estendida de uma nave espacial tripulada e demonstrou a possibilidade de se utilizarem grandes conjuntos se painéis solares de baixo peso para futuras aplicações em grandes construções no espaço como as Estações espaciais.
A experiência com o sistema de fluxo de eletroforese contínua, apoiado pela McDonnell Douglas, utilizando células vivas, estava mais elaborado do que os sistemas utilizados em missões anteriores e o especialista da carga Walker o operou por mais de 100 horas durante o voo. Um experimento de um estudante para estudar o crescimento dos cristais em microgravidade foi realizado, e a câmera de movimento IMAX foi operada em grande parte do voo.
A missão durou 6 dias e 56 minutos, com a aterrissagem na Runway 17 na Base Aérea de Edwards, às 6h37 PDT, de 5 de Setembro. Ela percorreu 2,21 milhões de milhas (3,6 milhões de km) e completou 97 órbitas.

## Galeria

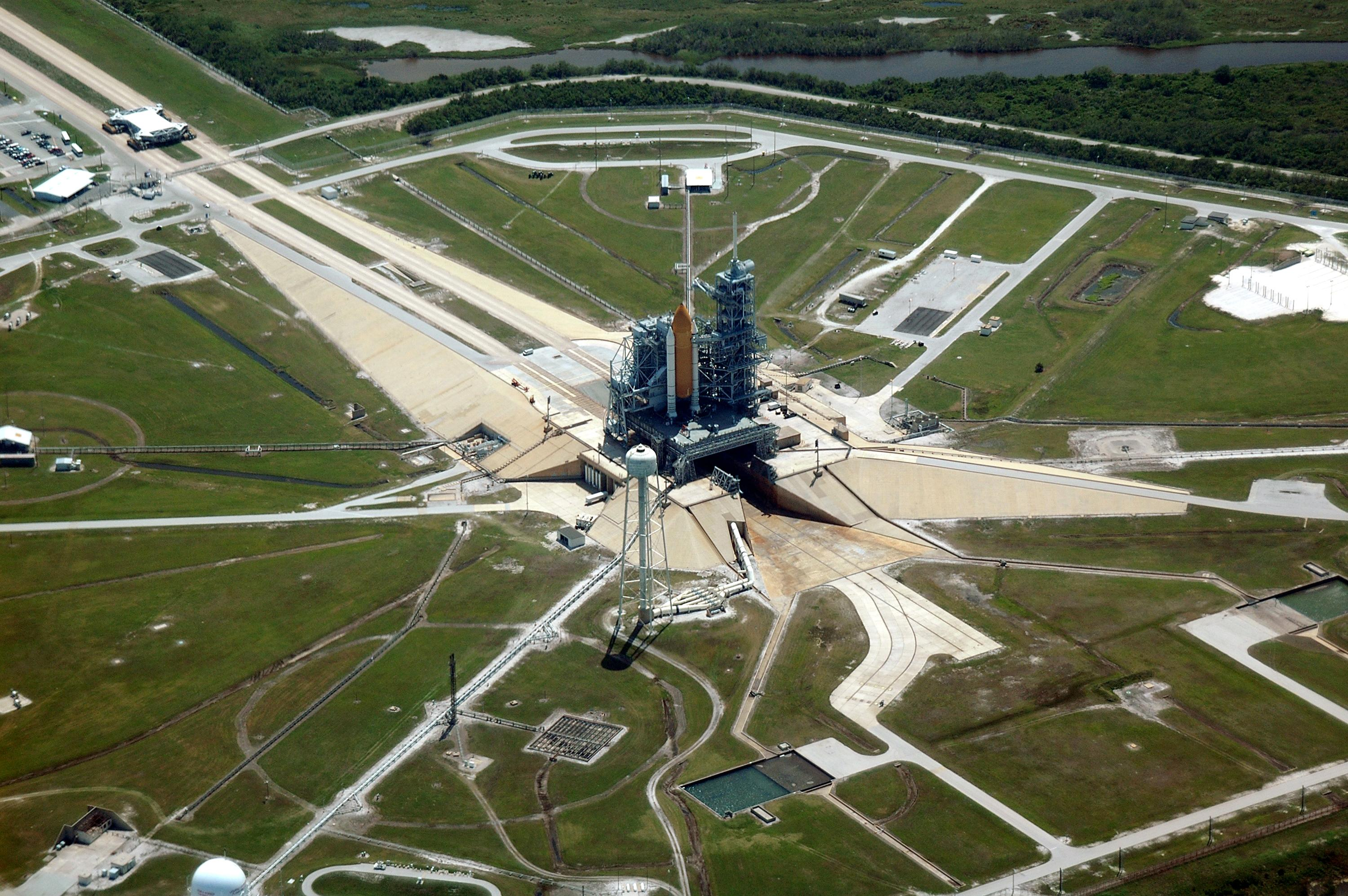
Discovery se preparando para o lançamento
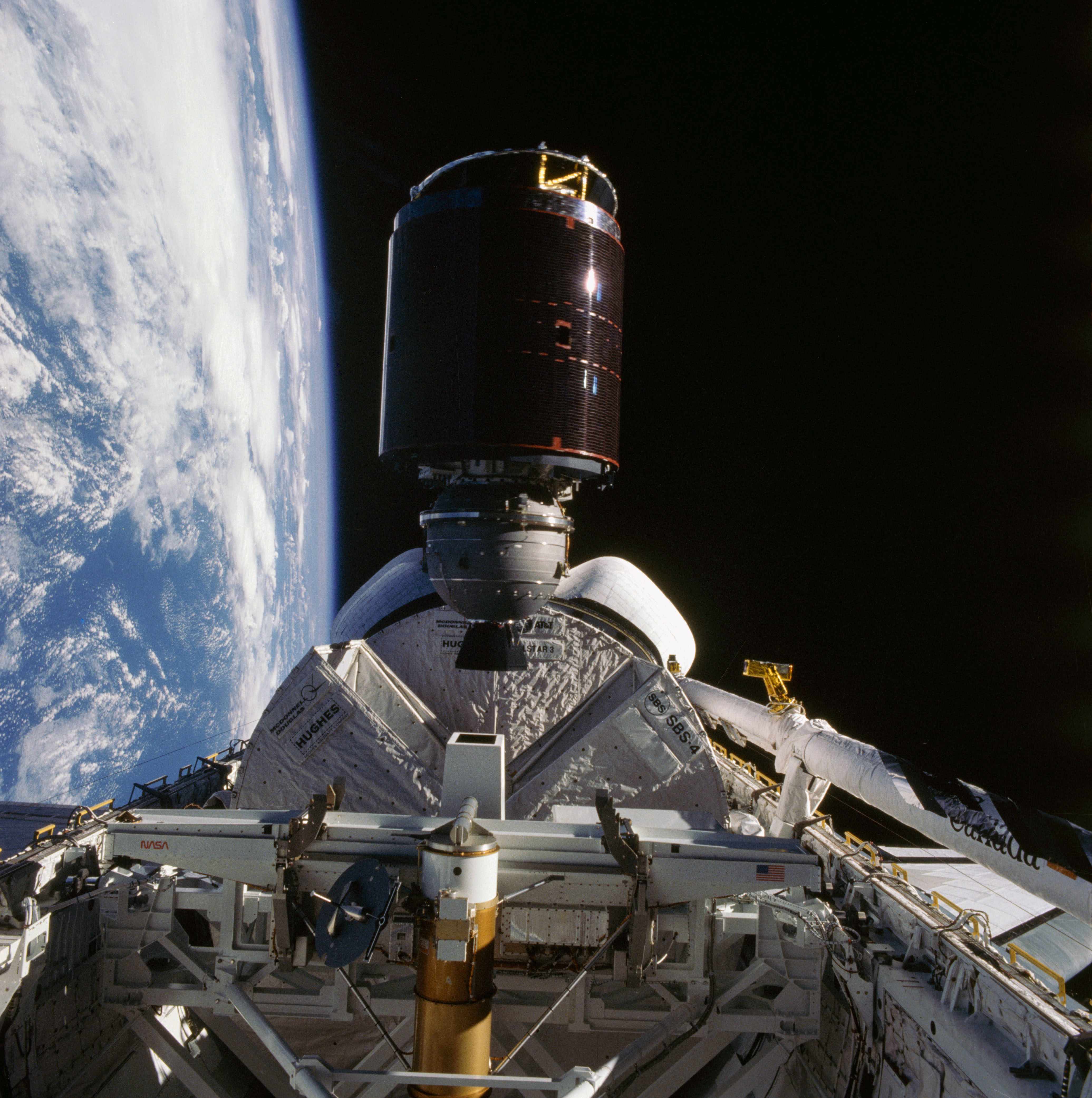
SBS-D sendo lançado
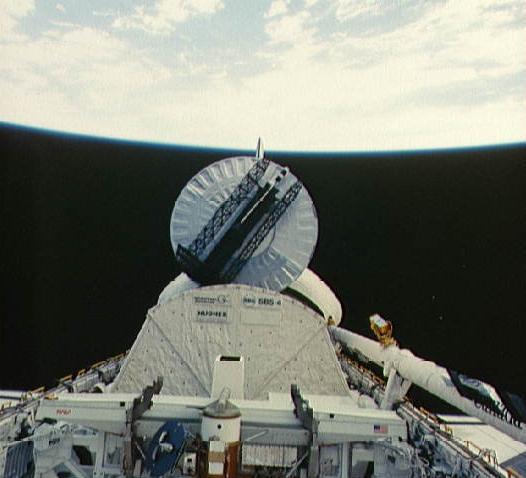
Syncom IV-2 sendo lançado
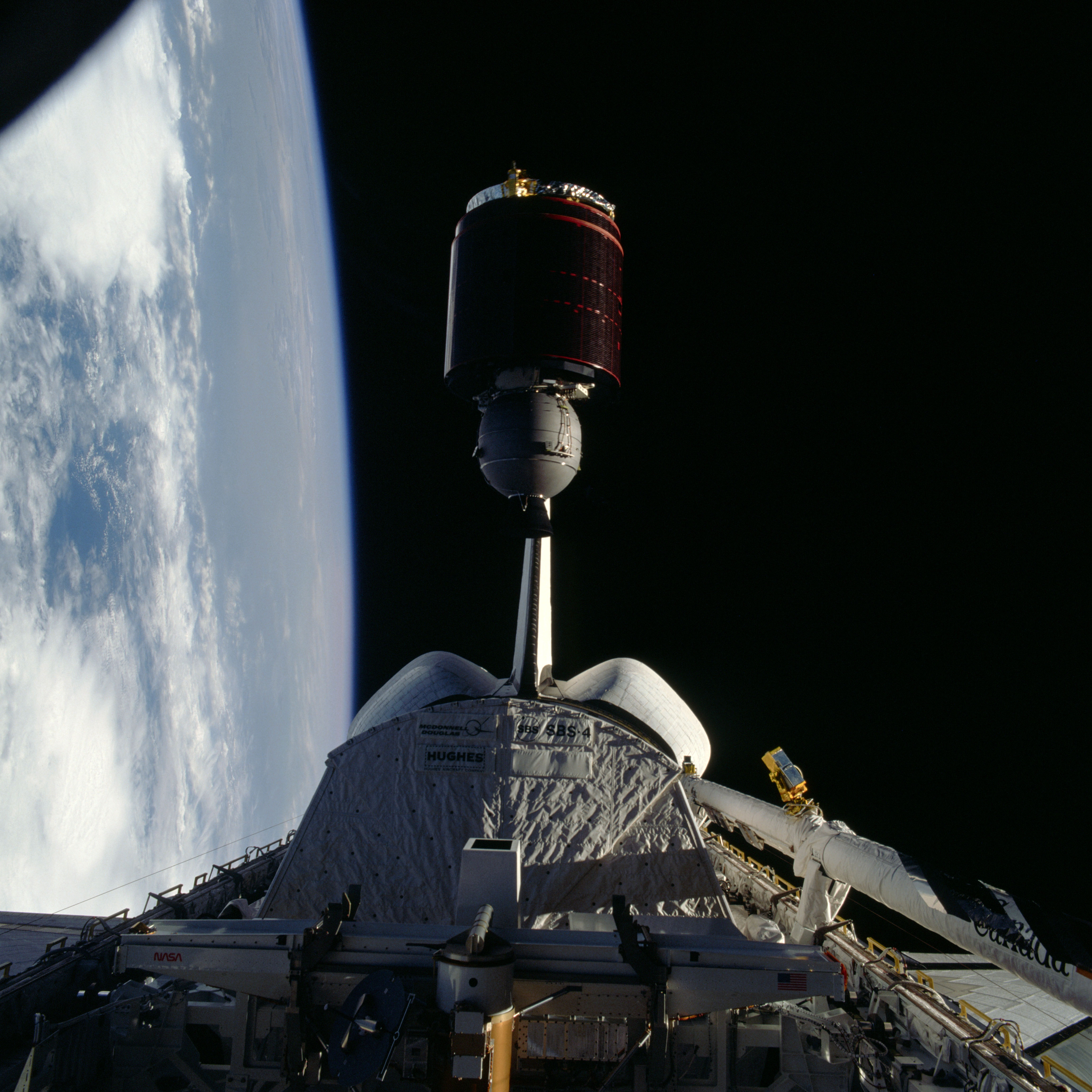
Telstar 3C sendo lançado
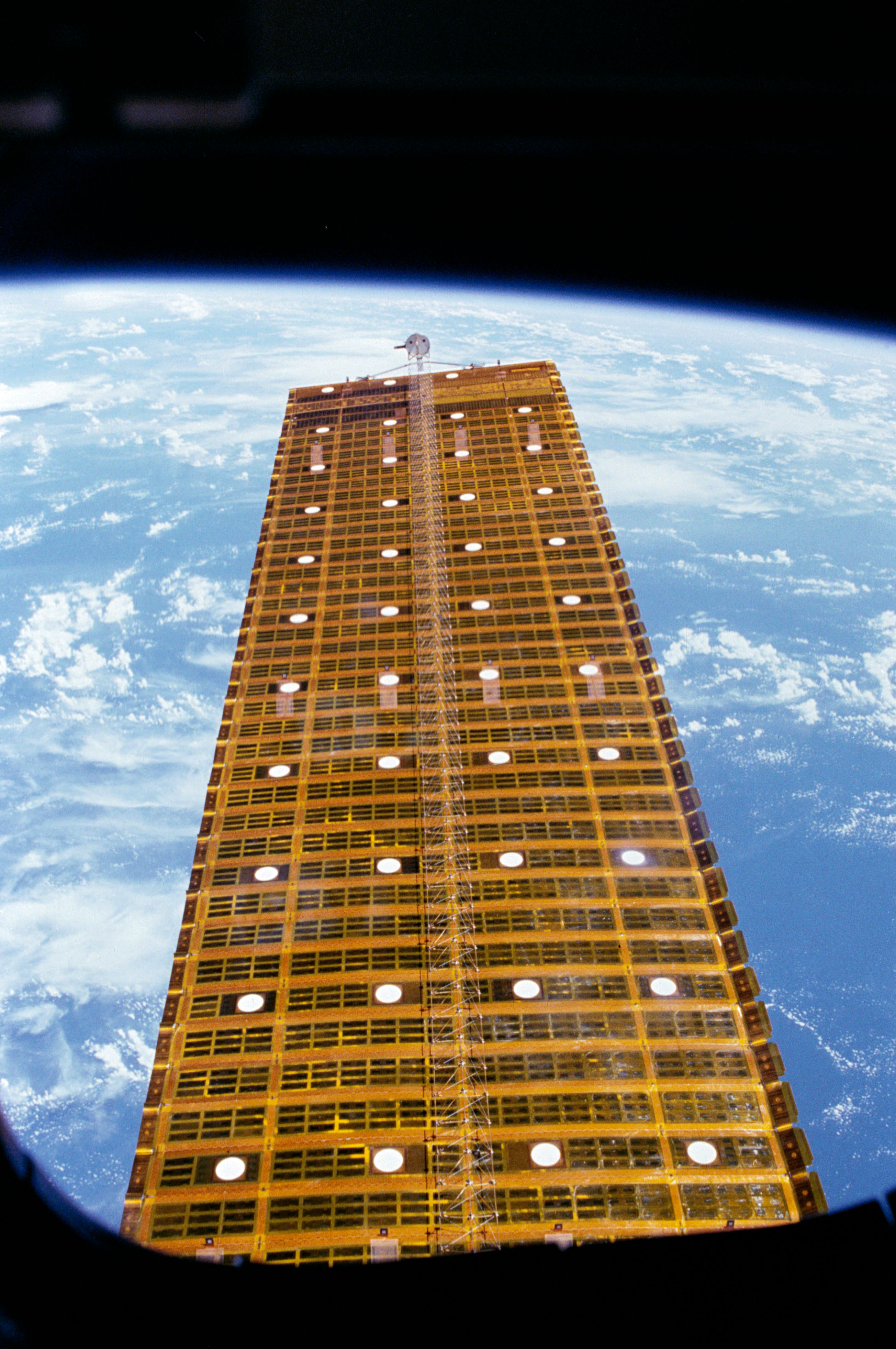
O OAST-1 painel solar prolongado